# Hellmolen
De Hellmolen of Helmolen is een verdwenen watermolen in de Nederlandse stad Venlo.
De molen stond aan de noordzijde van de vesting, ten oosten van de Helpoort. De molen werd aangedreven door de Helbeek. Wat de functie van de Hellmolen was, is niet bekend.
De oudste vermelding van de Hellmolen dateert uit 1429: er wordt dan gesproken van de Hellemoelen. Op de 17e-eeuwse kaart van Blaeu wordt de molen overigens Ottenmolen genoemd.
In een leenbrief uit 1766 wordt ene Johannes Peeters als eigenaar genoemd.
De molen was vóór 1832 verdwenen.
Benders Molen · Bovenste Molen · Distelmolen · Geërfdenmolen · Molen van Geurts · Goofersmolen · Goossensmolentje · Hellmolen · Holtmeule · Italiëmolen · Jansens Standerdmolen · Laaghuismolen · Lohofsmolen · Maagdenbergsmolen · Maalbekermolen · Molen van het Aldt Huys · De Meule · Munnikemolen · Oliemolen · Onderste Molen · Ottenmolen · Panhuismolen · Patersmolen · Peetersmolen · Picardiemolen · Polvermolen · Sint-Antoniusmolen · Spanjaertsmolen · Stadsmolen · Molen van Van der Steen · Rijstpelmolen Van Dinteren · Rosmolen Verzijl · Villegerveldsmolen · Watermeule · Watermolen Lomm · Weizemolen · Wymarse Molen